# Prionolabis yamamotana
Prionolabis yamamotana är en tvåvingeart som först beskrevs av Alexander 1938.  Prionolabis yamamotana ingår i släktet Prionolabis och familjen småharkrankar. Inga underarter finns listade i Catalogue of Life.